# Ateneum Wileńskie
Ateneum Wileńskie. Czasopismo naukowe, poświęcone badaniom przeszłości ziem Wielkiego X. Litewskiego – czasopismo wydawane w latach 1923–1939 w Wilnie przez Wydział III Towarzystwa Przyjaciół Nauk w Wilnie. Inicjatorami wydawania periodyku byli: Stanisław Kościałkowski i Kazimierz Chodynicki. Czasopismo było poświęcone historii ziem dawnego Wielkiego Księstwa Litewskiego. Publikowano w nim: artykuły naukowe, źródła oraz recenzje. Autorami byli historycy związani głównie z USB. Do 1939 ukazało się 14 tomów. 

## Redaktorzy naczelni
- 1923-1929 Kazimierz Chodynicki
- 1929-1930 Teofil Modelski
- 1930-1931 Bolesław Wilanowski
- 1931-1939 Stanisław Franciszek Zajączkowski